# Kasia Stankiewicz (album)
Kasia Stankiewicz – debiutancki solowy album Kasi Stankiewicz.

## Lista utworów
1. Dopiero od jutra
2. Kłam sam na sam
3. Mówili jej
4. Mów miły mów
5. Żuraw i czapla – kombinacje
6. Nieważne gdzie
7. Piosenka „detektywistyczna”
8. Żeby dostać trzeba dać
9. Nie szukaj mnie
10. Obok jesteś daleko
11. Mnie
12. Jakie szkło?

### Single
1. Dopiero od jutra
2. Żeby dostać trzeba dać